# 디나 이스트우드

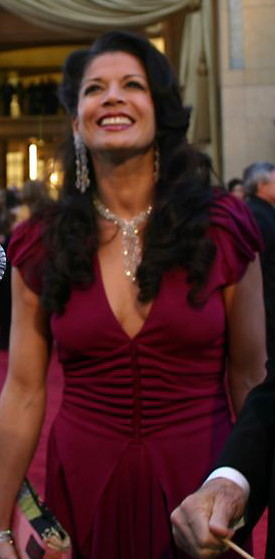

디나 이스트우드(Dina Eastwood, 1965년 6월 11일 ~ )는 미국의 저널리스트, 배우, 영화배우이다.
캐스트로밸리에서 태어났다.

## 영화
- 더 포저 (2012년)
- 블러드 워크 (2002년)
- 트루 크라임 (1999년)